# Peter Barát
Peter Barát (2. července 1942 – 1962) byl slovenský fotbalista, záložník. Spáchal sebevraždu lehnutím si před vlak.

## Fotbalová kariéra
V československé lize hrál za Slovan Nitra, ČH Bratislava a Slovnaft Bratislava. Dal 1 ligový gól. Se Slovnaftem Bratislava vyhrál Rappanův pohár.

### Prvoligová bilance
| Ročník                                   | Zápasy | Góly | Minuty | Klub          |
| ---------------------------------------- | ------ | ---- | ------ | ------------- |
| 1. československá fotbalová liga 1960/61 | 22     | 1    | 1 871  | Slovan Nitra  |
| 1. československá fotbalová liga 1961/62 | 19     | 0    | 1 522  | ČH Bratislava |
| CELKEM                                   | 41     | 1    | 3 393  |               |